# Sphragifera maculata
Sphragifera maculata là một loài bướm đêm trong họ Noctuidae.